# 沃季亞涅 (尼科波爾區)
47°50′27″N 34°2′38″E / 47.84083°N 34.04389°E
沃佳內（烏克蘭語：Водяне），是位於烏克蘭中部的村落，隸屬第聶伯羅彼得羅夫斯克州的尼科波爾區。該村處於巴扎夫盧克河右岸，距離新伊萬尼夫卡1.5公里，海拔高度55米，2001年人口107。